# Івано-Франківський арматурний завод
Івано-Франківський арматурний завод (ІФАЗ) — один  з найбільших в Україні виробників трубопровідної арматури.
- для підприємств енергетичної галузі, нафтогазового комплексу, хімічної промисловості, металургії та водопостачання
- арматури спеціального призначення, необхідної для систем забезпечення безпеки ядерних установок (для першого та другого контурів АЕС, систем локалізації аварій)
- виробництво фланців для трубопроводів різного тиску (під замовлення)

## Історія
1967 Алматинським інститутом «ГІДРОПОНІІХІММАШ» розроблений проект «ІФАЗа» як вузькоспеціалізованого підприємства з випуску засувок 18 типорозмірів.
1968 На південній околиці Івано-Франківська розпочате будівництво арматурного заводу виробничою площею 60 тис. кв. м. На його спорудження виділено 20 мільйонів рублів, у тому числі 16 мільйонів на промислове будівництво.
1971 30 вересня підписаний акт уведення в експлуатацію перших виробничих потужностей. У жовтні почався випуск першої продукції – відповідних фланців.
1973 У програму виробництва включені герметичні клапани Ду 20-1200, поворотні засуви Ду 400-1600, відповідні фланці Ду 16-1200. У липні створена центральна заводська лабораторія. Починається виробництво малої арматури Ду 200-600.
1974 Уведені в дію перші потужності для виробництва штампованих фланців.
1976 Розпочався масовий випуск штампованих фланців.
1977 Проведена технічна реконструкція. Виробництво оснащене прогресивним обладнанням, у тому числі верстатами із числовим програмним управлінням.
1979 На площах цеху №3 створюється ділянка виробництва арматури для АЕС. Починається випуск клинових засувок Ду 300-400. Для забезпечення високої якості впроваджуються спеціальні методи контролю металу й зварних швів: радіографічний, капілярний.
1985 Після впровадження деревообробного цеху (тарної ділянки) будівництво було завершено.
1993 За видатний внесок у світ бізнесу, за високі показники й професіоналізм, продемонстровані престижним виконанням B.I.D. Підприємницька ініціатива нагородила Івано-Франківський арматурний завод спеціальним знаком «Міжнародна Золота Зірка за якість».
1994 Завод перетворюється у відкрите акціонерне товариство – ВАТ «ІФАЗ».
2001 Розроблена конструкторська документація й проведена технологічна підготовка випуску п’яти нових виробів. Впроваджено у виробництво шість нових технологій штампування й механічної обробки фланців за DIN для експортних поставок.
2001 Сертифікація системи якості за міжнародними стандартами ISO 9001.
2003 У щорічному рейтингу підприємств ВАТ «Івано-Франківський арматурний завод» став переможцем у номінації «Підприємство-експортер 2003»
2004 ВАТ «Івано-Франківський арматурний завод» став переможцем у номінації «Успішне промислове підприємство 2004 року»
2007 У м. Івано-Франківську відбулася традиційна щорічна церемонія нагородження підприємств-лідерів економічного прогресу «Тріумф-2006». ВАТ «Івано-Франківський арматурний завод» став переможцем у номінації «Успішне промислове підприємство 2006 року».
2011 Відкрите акціонерне товариство «Івано-Франківський арматурний завод» перейменовано на Публічне акціонерне товариство «Івано-Франківський арматурний завод» на підставі рішення Загальних зборів акціонерів (Протокол №19 від 15.04.2011 року) та державної реєстрації змін до статуту товариства.
2017 Публічне акціонерне товариство «Івано-Франківський арматурний завод» перейменовано на Приватне акціонерне товариство «Івано-Франківський арматурний завод» на підставі рішення Загальних зборів акціонерів (Протокол №1 від 27.04.2017 року) та державної реєстрації змін до статуту товариства.

## Галузі
- Виробництво труб та фітингів для труб зі сталі
- Виробництво кранів і клапанів

## Продукція та послуги
- Арматура трубопровідна
- Засувки
- Затвори
- Інвентар спортивний
- Посуд з нержавіючої сталі
- Частини і приладдя до автомобілів
- Штампування
- Виробництво трубопровідної арматури